# Eat'em And Smile
Eat'em And Smile studijski je album Davida Leeja Rotha snimljen 1986. To je ujedno i prvi album nakon odlaska iz grupe Van Halen, a na njemu se pojavljuje Steve Vai, jedan od najvećih gitarskih rock virtuoza. Na albumu se nalazi 10 pjesama. Bio je uspješan i pokupio je odlične kritike.

## Popis pjesama
1. "Yankee Rose" (Roth/Vai) – 3:47
2. "Shy Boy" (Sheehan, arr. Roth) – 3:23
3. "I'm Easy" (Field/Price) – 2:03
4. "Ladies' Nite in Buffalo?" (Roth/Vai) – 4:08
5. "Goin' Crazy!" (Roth/Vai) – 3:21
6. "Tobacco Road" (Loudermilk) – 2:27
7. "Elephant Gun" (Roth/Vai) – 2:23
8. "Big Trouble" (Roth/Vai) – 3:56
9. "Bump and Grind" (Roth/Vai) – 2:42
10. "That's Life (song)|That's Life" (Kay/Gordon/Rutherford) – 2:29

## Popis glazbenika i ostalih osoba s albuma
- David Lee Roth - Vokal
- Steve Vai - Gitara
- Billy Sheehan - Bas gitara, pozadinski vokali
- Gregg Bissonette - Bubnjevi
- Jeff Bova - Sintisajzer
- Jesse Harms - Sintisajzer
- Sammy Figueroa - Udaraljke
- The Waters Family - Pozadinski vokali
- The Sidney Sharp Stings -